# The Lily of Poverty Flat
The Lily of Poverty Flat è un film muto del 1915 diretto da George E. Middleton. La sceneggiatura di Charles Kenyon prende spunto da alcune poesie di Bret Harte, Her Letter, His Answer e Her Last Letter.

## Produzione
Il film fu prodotto dalla California Motion Picture Corporation. Venne girato a Boulder Creek e a Poverty Flat.

## Distribuzione
Distribuito dalla World Film, il film uscì nelle sale USA il 26 aprile 1915.